# Nightfall of Diamonds
Nightfall of Diamonds è un album dal vivo del gruppo musicale statunitense Grateful Dead, pubblicato nel 2001 ma registrato nel 1989.

## Tracce

### Disco 1
1. Picasso Moon (John Barlow, Bob Bralove, Bob Weir) – 7:10
2. Mississippi Half-Step Uptown Toodelloo (Robert Hunter, Jerry Garcia) – 6:40
3. Feel Like a Stranger (Barlow, Weir) – 7:38
4. Never Trust a Woman (Brent Mydland) – 7:15
5. Built to Last (Hunter, Garcia) – 5:20
6. Stuck Inside of Mobile with the Memphis Blues Again (Bob Dylan) – 9:20
7. Let It Grow (Barlow, Weir) – 11:59
8. Deal (Hunter, Garcia) – 8:39

### Disco 2
1. Dark Star (Hunter, Garcia, Mickey Hart, Bill Kreutzmann, Phil Lesh, Ron McKernan, Weir) – 11:55
2. Playing in the Band (Hunter, Hart, Weir) – 8:02
3. Uncle John's Band (Hunter, Garcia) – 9:36
4. Jam (Grateful Dead) – 9:15
5. Drums (Hart, Kreutzmann) – 6:05
6. Space (Garcia, Lesh, Weir) – 6:01
7. I Will Take You Home (Mydland) – 4:27
8. I Need A Miracle (Barlow, Weir) – 4:02
9. Dark Star (Hunter, Garcia, Hart, Kreutzmann, Lesh, McKernan, Weir) – 5:20
10. Attics of My Life (Hunter, Garcia) – 4:45
11. Playing in the Band (Hunter, Hart, Weir) – 4:00
12. And We Bid You Goodnight (trad., arr. Grateful Dead) – 3:10